# Juan Estuardo, conde de Buchan
Juan Estuardo, conde de Buchan, (c. 1381-17 de agosto de 1424): hijo de Roberto Estuardo, I duque de Albany y de su segunda esposa, Muriella Keith.

## Herencia, casamiento y descendencia

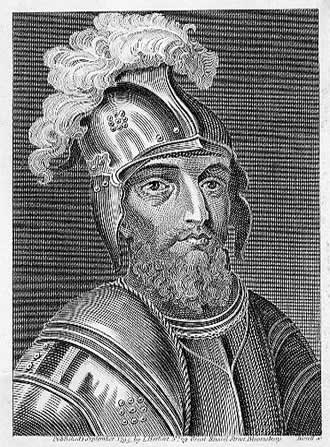
Grabado de finales del en el castillo de Chambord

Juan heredó el condado de Buchan tras la muerte de su tío Alejandro Estuardo, llamado el Lobo de Badenoch.
Se casó en 1401 con Isabel Douglas (1385-c. 1451), hija de Archibald Douglas, IV conde de Douglas. Tuvo sólo una hija, Margarita Estuardo (antes de 1425-antes de 1461), que se casaría con Jorge Seton.

## Carrera militar

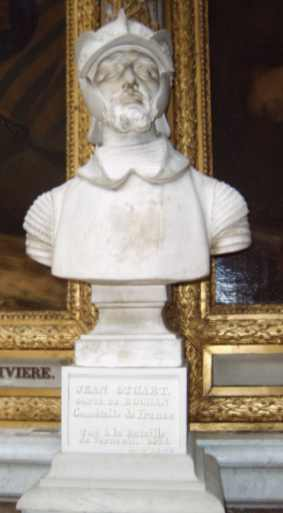
Busto del Conde de Buchan.

Luchó en la Guerra de los Cien Años. Victorioso en la batalla de Baugé, capturado en la de Cravant e intercambiado, fue nombrado Condestable de Francia en 1421.
Buchan fue el primer comandante de la Guardia del Rey, la unidad más vieja de las tropas francesas. Formada con una compañía de arqueros escoceses durante la Guerra de los Cien Años, actuaron como la guardia personal del rey.
Juan Estuardo murió en la batalla de Verneuil.
- Datos: Q723212
- Multimedia: John Stewart, Earl of Buchan / Q723212